# Lawrence Frederik Schott
Lawrence Frederik Schott (* 26. Juli 1907 in Philadelphia, Pennsylvania, USA; † 11. März 1963) war Weihbischof in Harrisburg.

## Leben
Lawrence Frederik Schott empfing am 15. Juli 1935 das Sakrament der Priesterweihe.
Am 1. März 1956 ernannte ihn Papst Pius XII. zum Titularbischof von Eluza und zum Weihbischof in Harrisburg. Der Bischof von Harrisburg, George Leo Leech, spendete ihm am 1. Mai desselben Jahres die Bischofsweihe; Mitkonsekratoren waren der Bischof von Columbus, Michael Joseph Ready, und der Bischof von Paterson, James Aloysius McNulty. 
Schott nahm an der ersten Sitzungsperiode des Zweiten Vatikanischen Konzils teil.